# ایکس‌او-۱

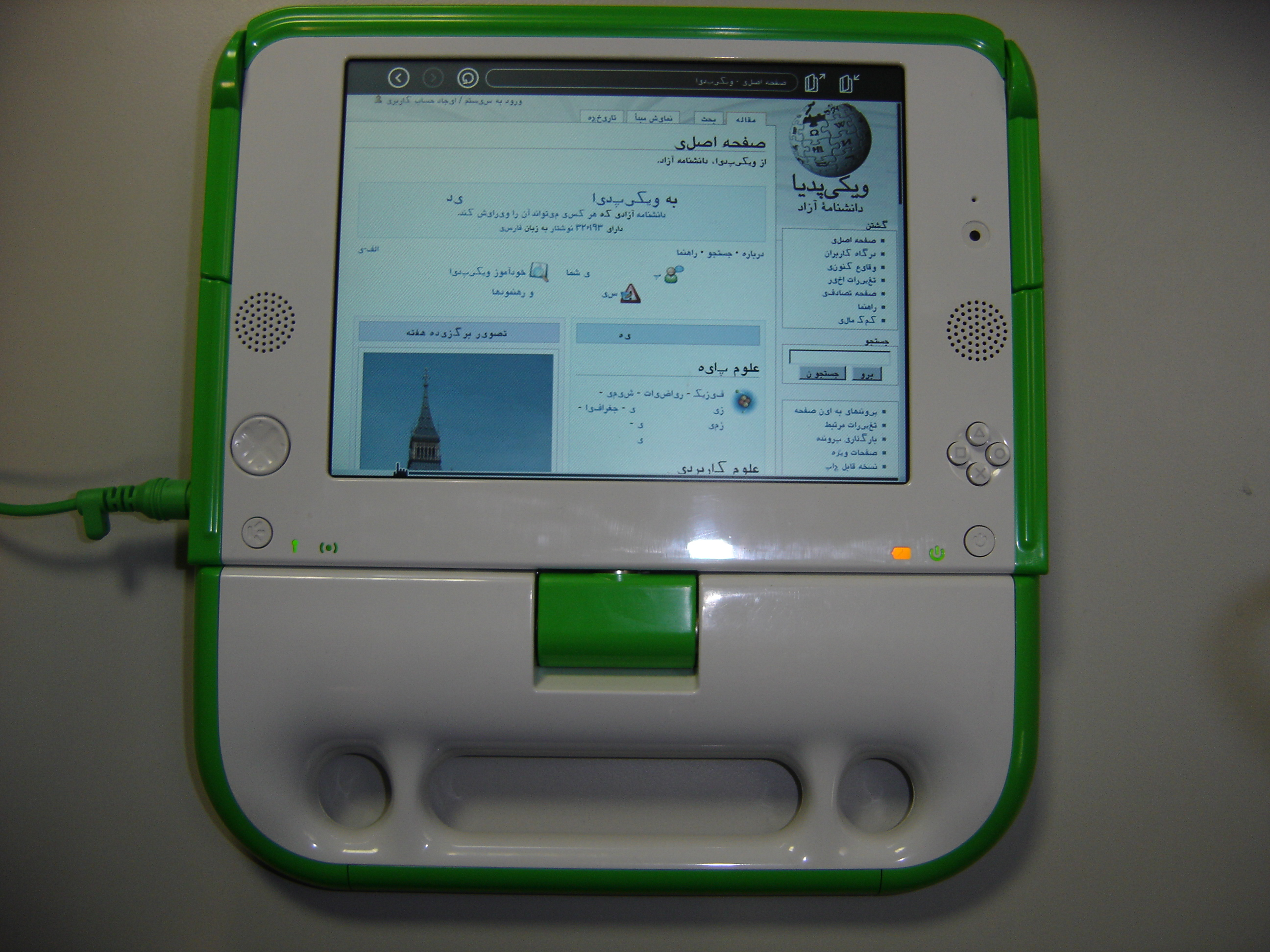
ویکی‌پدیای فارسی در یک XO-1

XO-۱، که پیش از این با نام رایانه همراه ( لپ تاپ ) ۱۰۰ دلاری هم شناخته می‌شد، نام نوعی کامپیوتر همراه (لپ‌تاپ) ارزان‌قیمت برای کودکان است که به منظور توزیع در کشورهای در حال توسعه جهان تهیه می‌شود. این کامپیوتر همراه توسط سازمان غیرانتفاعیِ یک کامپیوتر همراه برای هر کودک توسعه پیدا کرده‌است و توسط شرکتی تایوانی با نام کوانتا تهیه می‌شود.
در سال ۲۰۱۴ میلادی این رایانه ۱۹۹ دلار آمریکا نرخ گرفته‌است.

## نگارخانه

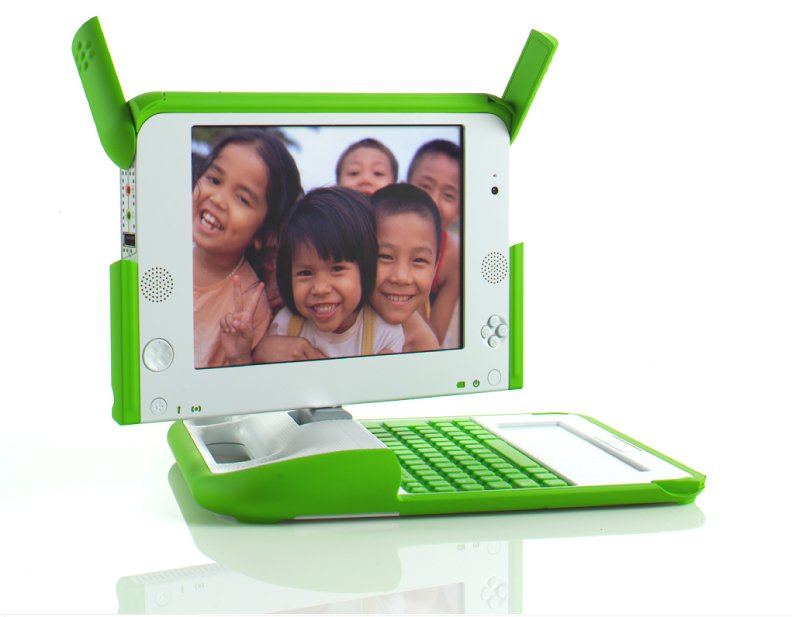
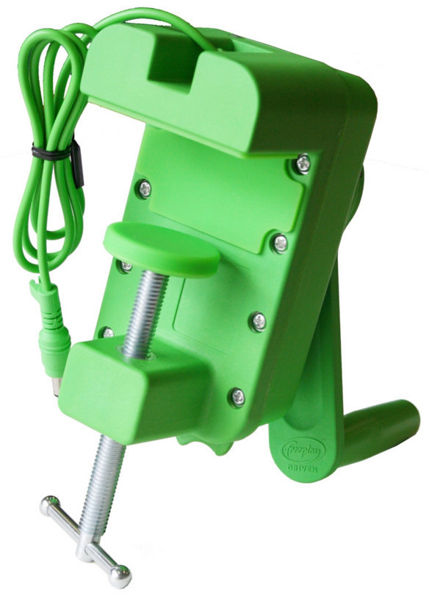